# 精密國際AW50狙擊步槍
精密國際AW50（英語：Accuracy International Arctic Warfare 50）是英国槍械製造商精密國際生產的北極作戰（英語：Arctic Warfare）系列的重型狙击步枪（反器材步槍），亦是AW為滿足國際市場上對於大口徑反器材狙擊步槍越來越大的需求需研發的改進型（北極作戰狙擊步槍都在英國軍隊中作為制式狙擊步槍）。發射12.7×99毫米（.50 BMG）北約口徑制式步枪子彈。

## 設計細節

### 特徵
AW50是一枝遠程精確手動式狙擊步槍，亦是為了摧毀多種目標，包括雷达裝置、輕型汽车（包括輕型装甲车）、野戰工事、船隻、彈藥庫和油库而設計。其標準子彈可以在一發以內結合了貫穿、高爆和燃燒等效果。AW50可說是AW（L96A1）的大型化版本，本質與其他AW狙擊步槍基本相同，只是為了適合發射12.7×99毫米（.50 BMG）步枪子彈而增加了額外功能。
AW50步槍連兩腳架重為15公斤，重量大約是一枝典型突击步枪的4倍。而NM140 .50口徑子彈也非常沉重，所以這是一把非常沉重的武器。然而，正是因為加上槍口前端的制退器（早期型為圓筒結構，後期型則為雙室式結構）、槍托內部的液壓緩衝系統和橡膠製造的槍托底版，使AW50的後座力相對較低，並大大提高了其準確性。

### 槍管
AW50狙擊步槍的槍管採用比賽等級高強度低膨脹系數的不鏽鋼所製造，整體為自由浮動式設計。在與機匣相連接的位置，槍管通過緊密的螺紋深入機匣約39毫米，而且兩者保持極小的裝配公差，與機匣連接緊密，有利於提高射擊精度。同時槍管外側還開有多道凹槽，在槍管外緣切割了多條和槍管長軸平行的溝槽。這樣既提高了槍管本身的堅固度，亦利於散熱以及降低槍管和全槍重量。
早期型的槍口制退器為圓筒結構，後期型則改為雙室式結構，但其主要安裝目的都是提高在射擊時火藥燃氣向後噴射量，有效地減少射擊時的後座力，並同時非常顯著地抑制槍口焰和塵土捲起。
需要使用其可選配的消聲器時，其制退器可從槍口上拆卸下來，並且換裝消聲器。
據說AW50狙擊步槍具有914.4公尺（1,000码，3000英尺）距離達到1角分的精度。

### 保險裝置
AW50狙擊步槍的手動保險位於機匣右側、扳機上方位置。保險有兩個位置，前方為射擊位置，標有紅色字母“F”；而後方為保險位置，標有白色字母“S”。
手動保險位於後方位置時，可將撞針及槍機上鎖，使得撞針及槍機均均無法移動，此時即使拉機柄被外物所鉤挂也不會使槍機移動，以保證在携帶、儲藏和運輸時的絕對安全。由於保險同時鎖定撞針及槍機，故此保險必須在槍械閉鎖狀態的時候才起作用。

### 扳機組件
AW50狙擊步槍採用了兩道火扳機，扳機扣力從1.5—2.0公斤（3.3～4.4磅力，或是15～20牛頓）之間可調。預扣扳機時的扳機扣力較小，而快要實現擊發時的扳機扣力會明顯加大，以提示射手槍彈即將擊發。這種設計可以減少急扣扳機的情況發生，有利於提高射擊精度。

### 供彈方式
機匣下方配備了5發可拆卸式彈匣，使AW50狙擊步槍可以快速重新裝填。彈匣表面經過陽極氧化處理，以增強其耐磨及抗腐蝕能力，提高使用壽命。

### 機匣
機匣採用了鋁合金製造，有利於減輕全槍重量，機匣頂部設有MIL-STD-1913戰術導軌，可用以安裝光学瞄准镜等附件。

### 槍托
AW50狙擊步槍的槍托底板採用了緩衝式設計，它內置了一組弹簧緩衝裝置，在其壓縮過程之中可以吸收大部份後座能量，極大地降低了傳至射手的後座力，有助提高射手的射擊速度。
AW50狙擊步槍的槍托底部還裝上了其專用的後腳架，可以令射手在在長時間狙擊任務之中觀察的時候放下AW50休息，不需要一直使用肩窩抵緊槍托，減少肌肉疲勞。這一設計對實施遠距離、長時間連續偵察、觀測任務的狙擊小組都特別有用，相當於為射手提供一個穩定的射擊平台。AW50的後腳架結構與其他狙擊步槍的後腳架的簡單地自槍托下方伸出式結構不同的是，其後腳架結構較為複雜。因為其由兩部份所組成，一個是螺接於槍托下方的垂直桿，另一個是鉸接於槍托前部下方的弧形桿，垂直桿與弧形桿相鉸接。垂直桿上設有調整螺栓，可用於調節後腳架的高低。當在携帶、儲藏和運輸時，垂直桿幾乎可以完全縮入調整螺栓內，減小了武器的表面積和體積。弧形桿尾部設有粗壯的支撐塊，支撐於地面的時候較穩固。藉著護木前端的可摺疊及調節式兩腳架和槍托底部的後腳架相配合，可使AW50穩定架設於地面上。

### 附件
AW50狙擊步槍的MIL-STD-1913戰術導軌可以裝上多種的瞄準裝備；AW50最普遍使用的是施密特-本德爾3—12×50毫米警用神槍手二型（Police Marksman II，PM II）瞄準鏡連一塊內部頂端瞄準線分劃板，0.2弧度（以喀嚓聲表示）、海拔1,500公尺（1,640.42码，4,921.26英尺，0.93英里）和具激光防護功能。而該槍也可裝上夜視瞄準鏡，例如西姆拉德公司的KN系列或Hensoldt公司的NSV 80。
AW50狙擊步槍可以依靠護木前端的可摺疊及調節式兩腳架和槍托底部的後腳架支撐。槍背帶環有4個，可以裝上槍背帶，並在運送時舒適地背著或狙擊時協助控制此槍。

## 使用國
- ：為折叠槍托型[3]。
  - 澳洲陸軍
  - 澳洲皇家海軍
- 德国
  - 德國聯邦國防軍：命名為G24（德語：Gewehr 24或Scharfschützengewehr 24）[4][5][6][7]。
- 愛爾蘭
  - 愛爾蘭陸軍遊騎兵[7]
- 日本
  - 日本警察廳
- ：為折叠槍托型。
  - 大韓民國陸軍第707特殊任務營
  - 大韓民國海軍特戰戰團
- 马来西亚
  - 马来西亚皇家海军特种作战部队
- 馬爾他
  - 馬耳他陸軍
- 新西兰：為折叠槍托型。
  - 紐西蘭陸軍
- 斯洛伐克
  - 斯洛伐克陸軍
- 泰國
  - 泰國皇家陸軍
  - 泰國皇家海軍[7]
- 葡萄牙
  - 葡萄牙陸軍
  - 葡萄牙海軍陸戰隊[7]
  - 共和國國民警衛隊[8]
- 英国
  - 英國武裝部隊：命名為L121A1。[3]
    - 英國特種部隊：採用折叠槍托型。

## 流行文化

### 電子遊戲
- 2013年—：命名為「AW50」。
- 2017年—：命名為“ACC 50”。
- 2022年—《決勝時刻：現代戰爭II 2022》：只於聯機模式中登場，命名為“Victus XMR”，於第一季實裝。

### 漫畫
- 2002年—《神槍少女》：在漫畫第13集，義北、皮耶蒙特州、新都靈核能發電廠攻堅戰中，由加特妮·洛（Courtney Love）用以攻擊裝步戰車。

## 資料來源
1. 1 2 3 4 5 6 7  AW50 information （页面存档备份，存于） from Accuracy International
2. 1 2 3  .   [2009-10-29]. （原始内容存档于2010-07-24）.
3. 1 2  Jones, Richard D. Jane's Infantry Weapons 2009/2010. Jane's Information Group; 35 edition (January 27, 2009). ISBN 978-0710628695.
4. ↑  .   [2010-10-24]. （原始内容存档于2007-10-29）.
5. ↑  .   [2010-10-24]. （原始内容存档于2011-05-06）.
6. ↑  Kommando International Special Operations Magazine, K-ISOM, Ausgabe 5, Mai/Juni 2009
7. 1 2 3 4  .   [2010-12-12]. （原始内容存档于2010-09-22）.
8. ↑  .   [2011-08-25]. （原始内容存档于2011-10-09）.

## 外部連結
- （英文）—精密國際官方頁面
- （英文）—說明手冊
- （英文）—Modern Firearms—Accuracy International AW-50（页面存档备份，存于）
- （英文）—Elite UK Forces—SAS Weapons - AW50（L121A1）（页面存档备份，存于）
- （英文）—Hinterland Outfitters.com—Accuracy International AW50 Sniper Rifle AW50-27, .50 BMG, Bolt-Action, 27 in Fluted Threaded Std. M
- （英文）—Mile High Shooting Accessories—AW50[永久]
- （英文）—Weaponsystems.net—AW50（页面存档备份，存于）
- （英文）—Military, Security and Civilian Guns and Equipment—Accuracy International AW50（页面存档备份，存于）
- （英文）—The Firearm Blog—Sniper with Holographic sight（页面存档备份，存于）
- （英文）—YouTube上的Video of operation
- （简体中文）—D Boy Gun World（槍炮世界）—AW50（页面存档备份，存于）